# Louteridium rzedowskii
Louteridium rzedowskii är en akantusväxtart som beskrevs av T.F. Daniel. Louteridium rzedowskii ingår i släktet Louteridium och familjen akantusväxter. Inga underarter finns listade i Catalogue of Life.